# Billel Naïli
Billel Naïli, né le 15 juin 1986 à El Harrach dans la wilaya d'Alger, est un footballeur algérien, évoluant au poste de milieu offensif à l'USM El Harrach.

## Biographie
Il commence sa carrière sénior à 20 ans dans le club de son quartier l'Union sportive de la médina d'El Harrach. Après deux saisons passées en seconde division, son club est promu à l'échelon supérieur en 2008. Il est lors de la saison 2009-2010 un des éléments clés de son club où il joue 28 matchs. À la fin de saison, Yalaoui est couturisé par plusieurs grands clubs du Championnat d'Algérie de football, mais il finira par signer à la JS Kabylie un contrat d'une année.

## Palmarès
- Vainqueur de la Coupe d'Algérie en 2011 avec la JS Kabylie.
- Finaliste de la Coupe d'Algérie en 2012 avec le CR Belouizdad.
- Accession en Ligue 1 2008 avec l'USM El Harrach.

## Affaire de dopage
il est suspendu par la FAF pour 4 ans pour avoir été contrôlé positif à un produit prohibé lors d'un contrôle antidopage effectué lors du match USM El Harrach - RC Relizane le 26 janvier 2019, comptant pour le Championnat d'Algérie de football.
Son contrat avec l'USM El Harrach est résilié et le joueur met un terme à sa carrière.